# Gay (Geòrgia)
Gay és una població dels Estats Units a l'estat de Geòrgia. Segons el cens del 2000 tenia 149 habitants.

## Demografia
Segons el cens del 2000, Gay tenia 149 habitants, 61 habitatges, i 38 famílies. La densitat de població era de 66,9 habitants/km².
Dels 61 habitatges en un 9,8% hi vivien nens de menys de 18 anys, en un 42,6% hi vivien parelles casades, en un 16,4% dones solteres, i en un 37,7% no eren unitats familiars. En el 34,4% dels habitatges hi vivien persones soles el 13,1% de les quals corresponia a persones de 65 anys o més que vivien soles. El nombre mitjà de persones vivint en cada habitatge era de 2,44 i el nombre mitjà de persones que vivien en cada família era de 3,24.
Per edats la població es repartia de la següent manera: un 16,8% tenia menys de 18 anys, un 7,4% entre 18 i 24, un 19,5% entre 25 i 44, un 32,2% de 45 a 60 i un 24,2% 65 anys o més.
L'edat mediana era de 48 anys. Per cada 100 dones de 18 o més anys hi havia 85,1 homes.
La renda mediana per habitatge era de 26.667 $ i la renda mediana per família de 29.583 $. Els homes tenien una renda mediana de 31.875 $ mentre que les dones 26.250 $. La renda per capita de la població era de 20.840 $. Entorn del 12% de les famílies i el 25,5% de la població estaven per davall del llindar de pobresa.

## Poblacions properes
El següent diagrama mostra les poblacions més properes.